# Staubschutzkalotte

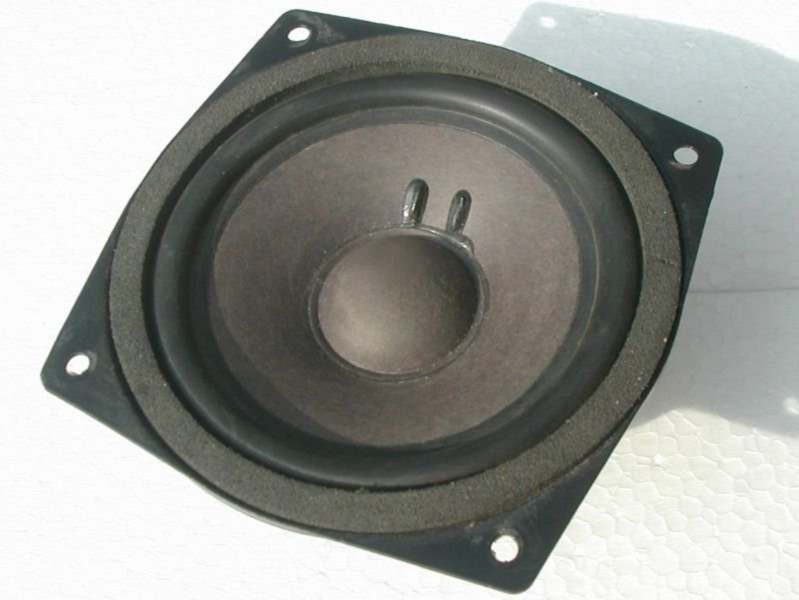
Mittig erkennbare Staubschutzkalotte mit einer umliegenden Papier-Konusmembran und Gummi-Sicke.

Die Staubschutzkalotte ist eine Abdeckung, welche die direkt darunter im Luftspalt des Magneten befindliche Schwingspule eines Lautsprechers vor Schmutz und Staub schützt, damit diese nicht festgeklemmt oder gebremst werden kann. Häufig besteht die Staubschutzkalotte aus Aluminium oder einem anderen gut wärmeleitfähigen Material, damit die von der Schwingspule erzeugte Wärme besser an die Umgebungsluft abgegeben wird. Die Staubschutzkalotte hat die drei Funktionen des Staubschutzes, der Wärmeleitung und der Dämpfung bei hohen Frequenzen.

Je nach Ausführung kann die Fläche der Staubschutzkalotte einen erheblichen Anteil der Schwingungsmembran ausmachen. Bei hohen Frequenzen schwingen nicht mehr alle Teile des Konus gleichphasig. Diesen Effekt kann man vermindern, indem die Membran stark gedämpft wird. In diesem Fall nimmt der bewegte Anteil der Membran mit steigender Frequenz immer weiter ab, bis nur noch die Kalotte schwingt und sich bei weiter steigender Frequenz in unterschiedlich schwingende Bereiche aufteilt. Die Kalotte kann also einen wesentlichen Anteil zur Abstrahlung hoher Frequenzen leisten, manche Hochtöner haben nur noch eine Kalotte als Membran. Die per Konstruktion frequenzabhängige Reduktion der Membranfläche kann dazu dienen, Bündelungserscheinungen zu vermindern.

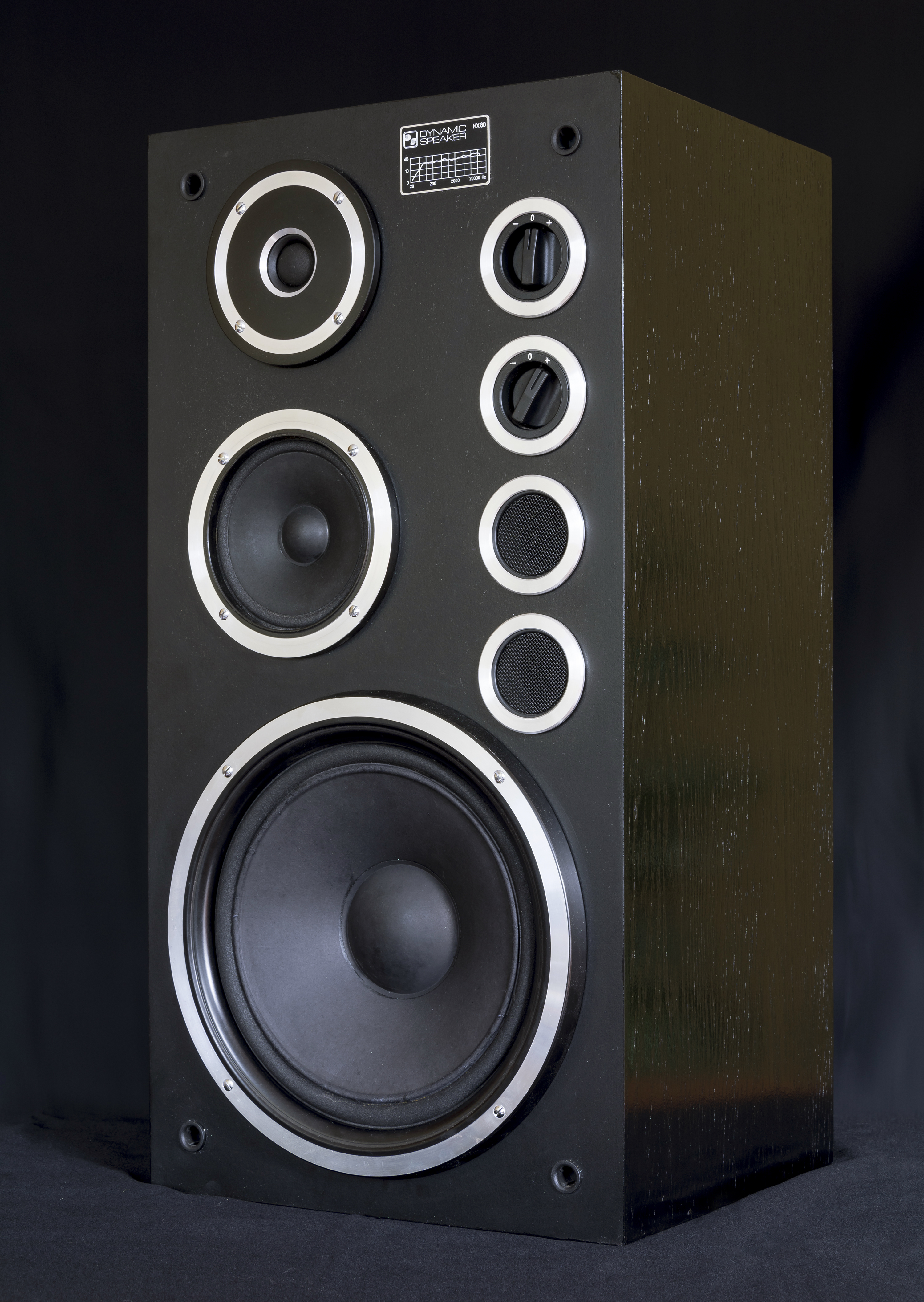
Bei den beiden größten verwendeten Lautsprechern dieser Lautsprecherboxen ist die Staubschutzkalotte in der Mitte klar zu erkennen.